# Communauté de communes du Val de Sée
Die Communauté de communes du Val de Sée ist ein ehemaliger französischer Gemeindeverband mit der Rechtsform einer Communauté de communes im Département Manche in der Region Normandie. Sie wurde am 27. Dezember 2013 gegründet und umfasste 27 Gemeinden. Der Verwaltungssitz befand sich im Ort Brécey.

## Historische Entwicklung
Der Gemeindeverband entstand mit Wirkung vom 1. Januar 2013 durch die Fusion der Vorgängerorganisationen Communauté de communes du Canton de Brécey und Communauté de communes du Tertre.
Mit Wirkung vom 1. Januar 2017 fusionierte der Gemeindeverband mit
- Communauté de communes de Saint-James,
- Communauté de communes d’Avranches Mont-Saint-Michel,
- Communauté de communes de Saint-Hilaire-du-Harcouët sowie
- Communauté de communes du Mortainais

und bildete so die Nachfolgeorganisation Communauté d’agglomération Mont-Saint-Michel-Normandie.
Gleichzeitig schlossen sich die Gemeinden La Bazoge, Bellefontaine, Chasseguey, Chérencé-le-Roussel, Juvigny-le-Tertre, Le Mesnil-Rainfray und Le Mesnil-Tôve zu einer Commune nouvelle unter dem Namen Juvigny les Vallées zusammen.

## Ehemalige Mitgliedsgemeinden
1. La Bazoge
2. Bellefontaine
3. Brécey
4. La Chaise-Baudouin
5. La Chapelle-Urée
6. Chasseguey
7. Chérencé-le-Roussel
8. Les Cresnays
9. Cuves
10. Le Grand-Celland
11. Juvigny-le-Tertre
12. Lingeard
13. Les Loges-sur-Brécey
14. Le Mesnil-Adelée
15. Le Mesnil-Gilbert
16. Le Mesnil-Rainfray
17. Le Mesnil-Tôve
18. Notre-Dame-de-Livoye
19. Le Petit-Celland
20. Reffuveille
21. Saint-Georges-de-Livoye
22. Saint-Jean-du-Corail-des-Bois
23. Saint-Laurent-de-Cuves
24. Saint-Michel-de-Montjoie
25. Saint-Nicolas-des-Bois
26. Tirepied
27. Vernix